# Галув
Галув (пол. Gałów, нім. Groß Gohlau) — село в Польщі, у гміні Менкіня Сьредського повіту Нижньосілезького воєводства.
Населення — 557 осіб (2011).
У 1975-1998 роках село належало до Вроцлавського воєводства.

## Демографія
Демографічна структура станом на 31 березня 2011 року:
|          | Загалом | Допрацездатний вік | Працездатний вік | Постпрацездатний вік |
| -------- | ------- | ------------------ | ---------------- | -------------------- |
| Чоловіки | 268     | 59                 | 201              | 8                    |
| Жінки    | 289     | 62                 | 181              | 46                   |
| Разом    | 557     | 121                | 382              | 54                   |